# 미국의 대외 관계
미국의 대외 관계에서는 미국과 다른 나라들 간의 관계를 다룬다. 미국의 영향력은 15조 달러를 넘는 경제, 세계의 약 4분의 1을 차지하는 GDP, 세계의 약 43%를 점유하는 7110억 달러의 국방비에 의하여 뒷받침되고 있다. 안전보장에 관한 전략의 선택이나 국익의 정의 등 그 목표를 달성하는 외교정책에 관하여 궁극적인 권한은 대통령이 가지고 있고, 다른 나라의 외무부에 해당하는 국무부가 국가간의 외교를 담당하고 있다. 쿠바 등 소수의 국가를 제외하고는, 미국은 대다수의 나라들과 외교 관계를 맺고 있다.
미국은 국제 연합 안전보장이사회의 상임 이사국이며 영국, 캐나다, 오스트레일리아, 뉴질랜드, 대한민국, 일본, 이스라엘과 그 밖의 북대서양 조약 기구 회원국과 긴밀한 관계를 맺고 있다. 현 국무부 장관은 앤터니 블링컨이다.

## 미국의 대외 정책
미국의 외교정책의 수립과 이행에 대한 주된 책임을 대통령이 지게 되어 있으나, 의회도 이에 대해 강한 통제력을 발휘할 수 있다. 우선 의회는 전쟁을 선포할 수 있는 권한이 있다. 하원은 대통령의 외교정책 수행에 필요한 예산에 대해 강한 통제력을 가지고 있으며, 상원도 재원에 대한 통제가 가능하다. 특히 상원의 경우에는 고급 외무 관리의 임명에 대한 통제력을 가지고 있을 뿐만 아니라, 미국이 체결하는 모든 조약에 대한 비준권을 가지고 있다. 의회의 이와 같은 제재 권한은 행정부와 의회의 갈등을 초래하는 요소로 작용한다. 에드워드 코르윈(Edward Samuel Corwin) 교수는 미국의 정치체계가 외교정책에 있어서 행정부와 의회 간의 투쟁을 초래한다고 지적한 바 있다. 그 좋은 예로서는 상원이 국제연맹 헌장의 비준을 거부한 사실을 들 수 있다. 의회와 행정부간에는 긴밀한 협조가 이루어지고 있다. 유엔헌장 비준 당시의 의회와 행정부 간의 긴밀한 협조는 너무나 유명하다. 그러나 이러한 협동외교는 한국에서 흔히 사용되고 있는 '초당외교'라는 말과는 엄격히 구분되어야 한다. 베트남 전쟁으로 말미암아 파생된 행정부와 의회 간의 갈등은 심각한 형편이었다. 그러나 의회가 대통령에 가하는 압력은 행정부의 독주를 견제하는 동시에 건전한 방향의 미국 대외정책을 모색하고 있다. 의회는 국민의 대표기구로서 국민의 의사와 직결돼 있다. 따라서 대외정책의 수립이나 이행 과정에도 항상 의회를 '문제아'로 취급하거나, 또는 그러한 범주 내에 의회의 기능을 이해해서는 안 된다.

## 대외 관계사
미국의 외교정책은 고립주의로부터 시작되었으나, 19세기 말과 20세기 초에는 개입주의와 고립주의가 병행하였다. 제1차 세계대전이 끝날 무렵 윌슨 대통령은 국제연맹의 창설을 제창하고, 주도함으로써 고립주의를 탈피하려 했으나, 상원이 국제연맹 헌장의 비준을 거부함으로써 다시 신고립주의 시기로 돌입하게 되었던 것이다. 당시 미국은 고립주의, 세력균형, 집단 안전보장이라고 하는 3개의 외교노선 가운데 어느 하나를 선택해야만 했다. 그당시 미국인들에게는 세력균형 정책이 유럽의 권력 정치를 연상시켰기 때문에 거부되었으며, 집단 안전보장정책은 새로운 것이기는 했지만 미국인들이 세력균형 정책과 집단 안전보장정책을 명백히 구별하지 못했기 때문에 배척되었다. 따라서 미국인들은 그들에게 보다 익숙하고 안전하게 보이는 고립주의로의 도피를 선택했던 것이다.
제2차 세계대전은 미국이 세계정치에 적극 참여하도록 자극하는 계기가 되었다. 미국은 과거의 교훈을 거울삼아 새로운 시대의 지도적 위치를 떠맡아, 유엔의 창설과 운영을 주도하였다. 그러나 냉전의 양상이 초래되자, 미국은 유엔이라는 집단 안전보장체제만으로는 세계평화를 유지하기 어렵다고 판단하여 집단 방위체제와 상호 방위체제의 구축에 노력하게 되었다. 이러한 바탕 위에 소위 말하는 봉쇄정책이 등장했으며, 이는 구 소련과 중국을 중심으로 한 공산세력을 군사적으로 봉쇄하고, 정치적으로나 경제적으로 고립시키는 데 그 목적을 두었다. 그러나 그와 같은 정책은 1960년대 말과 1970년대 초에 접어들면서 점차 약화하였으며, '닉슨 독트린' 이후로 급격히 약화되어 그 형태마저 찾아보기 어렵다. 더욱이 카터의 등장 이후 모든 국가에 대한 여행제한 철폐를 비롯한 개방정책이 적극 추진되고 있으며, 무장에 의한 평화보다 협상을 통한 평화외교가 주축을 이루고 있다. 20세기 중후반의 냉전의 갈등을 겪고 난 이후, 세계 유일의 초강대국으로 남게 된 미국은 대량 살상무기 확산, 인권개선, 민주주의의 신장, 환경문제 등 새로운 범세계적인 문제의 외교 현안화에 노력하면서 유엔 등 다자협력체제를 통한 해결을 도모하고 있다.

### 식민지 시대 (1493-1776)
현재 미국 영토에서의 식민지 ‘개발’은 처음부터 다민족 국가가 될 운명을 예정하듯이 진행되었다. 16세기, 프랑스인 자크 카르티에의 탐험으로 시작된 프랑스의 북미 식민지(누벨프랑스)의 영토는 전성기(1713년 위트레흐트 조약 이전)에 뉴펀들랜드에서 로키산맥까지 그리고 허드슨만에서 멕시코만에 이르렀다. 그 중, 현재의 미국 영토에 해당하는 곳은 누벨프랑스의 한 행정구역이었던 프랑스령 루이지애나로서, 미시시피강 유역의 대부분을 포함하고 있으며 남북으로는 오대호에서 멕시코만까지, 동서로는 애팔래치아산맥에서 로키산맥까지 영역이 뻗어 있었다. 영국은 버지니아, 캐롤라이나 및 뉴잉글랜드에 식민지를 개척하였다. 이처럼 ‘식민지 개발’은 주로 영국인과 프랑스인 두 민족에 의해 이루어졌고 여기에 더해 네덜란드가 뉴네덜란드(현재의 코네티컷, 뉴욕, 뉴저지, 델라웨어)를, 스웨덴이 뉴스웨덴(1638년~1655년, 델라웨어강 사이에 델라웨어 만으로부터 현재의 뉴저지주 트렌턴까지)을, 플로리다에는 스페인이 누에바에스파냐(현재의 미국 남서부와 플로리다가 여기에 속한다.)를, 각각 나름대로 식민지로서 구축했다. 
1607년 영국은 버지니아에 제임스타운이라고 명명된 북미 대륙 최초의 상주 식민지를 세우기 시작하였고, 이어서 버지니아와 캐롤라이나도 개척하였다. 1620년에는 필그림 파더스 일행이 메이플라워 호를 타고 종교의 자유를 찾아 뉴잉글랜드에 속하는 로드아일랜드에 도착하였다. 북미 동해안을 장악한 영국은 원주민 인디언을 몰아내고 영토를 서부로 확대하고 13개 식민지를 건설하였다. 신교도가 다수파를 차지하는 북미 식민지는 영국 성공회를 국교로 하는 영국과 알력이 있었다. 당시에는 종교적, 정신적으로 본국과 분리되었으며, 경제적으로도 자립할 수 있는 힘을 가지고 있었다. 18세기에 들어가면, 한랭한 기후로 비교적 농업에 적합하지 않은 동북부에서 양조 · 조선 · 운수 등의 산업이 발달하면서 영국의 경제를 압박하게 되었다. 그러자, 영국은 식민지가 영국 이외에 양털, 실, 모직물을 수출하는 것을 금지(모직 조례, 1699년)하고, 철을 녹이는 것을 금지(철 조례, 1750년)하여 공업의 발전을 방해하였다. 여기서 더 엄격한 중상주의 정책을 시행하여 식민지를 더욱 압박했다.
7년 전쟁의 일환으로 북아메리카의 식민지 지역에서 벌어진 프렌치 인디언 전쟁(1755~63년)의 종결은 프랑스 · 영국과 미국간의 관계에 변화를 야기하였다. 이 전쟁에서 프랑스가 영국에 패함으로써 1763년에 미시시피 강을 경계로 동쪽을 영국에, 서쪽으로는, 플로리다를 영국에 빼앗긴 스페인에 양도했다. (하지만, 프랑스는 비밀 조약으로 서쪽 영토를 되찾았다. ) 한편, 1763년 대영 제국은 무려 1억 3000만 파운드의 빚을 지고 있었는데, 한 해 이자만 450만 파운드에 달하는 액수로 제국 유지비용의 상당액을 《인지세법》(1765년), 《타운젠드법》(1767년) 등 각종 과세를 통해 아메리카 식민지에서 충당하려고 하였다. 이러한 대영 제국의 결정은 아메리카 식민지의 대표들의 참여 없이 이루어졌기 때문에 13개 식민지는 “대표의 참여 없는 세금 부담은 무효”라고 주장하였다. 이러한 격렬한 반대 운동의 전개로 영국은 이듬해 이 세금을 철폐했지만, 이번엔 〈차법〉으로 차의 무역을 독점하려 했다. 이에 격분한 개척민들은 1773년에 보스턴 항구를 습격하여, ‘보스턴 차 사건’을 일으켰다. 보스턴 차 사건에 충격을 받은 영국은 보스턴 항구를 폐쇄하고, 주민들에게 강경한 조치를 취하였다.
애국자라 불리던 독립파 인사들은 서신 교환을 통하여 영국 제국에 대항하기 위한 독자적인 의회의 구성에 합의하였고 이들은 1774년 1차 대륙회의를 개최하고, 식민지의 자치권을 요구하면서 영국에 대하여 저항할 것을 결의하였다. 영국이 군대를 파견하자(1775년) 미국인들은 민병대를 조직하여 대항하였다. 1775년 4월 영국의 주둔 병사와 주민들이 운영하는 민병대 사이에 충돌(렉싱턴 콩코드 전투)이 발생하여 이것은 전쟁으로 이어졌다. 즉, 13개 식민지는 영국 제국을 상대로 미국 독립 전쟁(1775~83년)을 치렀다. 개척민 대표들은 제2차 대륙 회의를 개최(1775년)하여, 조지 워싱턴을 전쟁 총사령관으로 임명하여 대륙군을 결성하였다. 미국 내의 왕당파가 인구의 30%에 이르렀음에도 독립파들은 전쟁 기간 동안 식민지의 80%가 넘는 지역을 실질적으로 지배하였으며 대영 제국은 일부 해안 지역만을 방어할 수 있을 뿐이었다. 1776년 7월 4일 대륙 회의에서 토머스 제퍼슨이 초안한 개신교적 사상을 드러낸 현대 민주주의의 원점이 된 미국 독립 선언을 발표했다.

### 신생 국가 (1776 - 1789)
워싱턴을 총 사령관으로 하는 독립군은 독립 전쟁 초기에 영국군에게 일방적인 패배를 당했다. 그러나 1778년 미국은 프랑스와 동맹을 맺어 프랑스의 군사적 지원을 받았으며 이후 에스파냐와 네덜란드 공화국과도 동맹을 맺었다. 이후 워싱턴의 지구전 전략과 프랑스 왕국 해군의 적극적인 지원으로 전세는 독립군에게 점점 유리해졌다. 미국의 대륙군은 1776년 ‘트렌턴 전투’와 1777년 ‘새러토가 전투’, 그리고 1781년 ‘요크타운 전투’에서 대영 제국의 군대에 승리하였다. 영국은 ‘요크타운 전투’에서 결정적인 패배를 당하여 미국과 영국 제국은 1783년 9월 3일에 프랑스 파리에서 〈파리 조약〉으로 평화 협정을 맺었고 영국은 미합중국의 독립을 승인하게 된다. 이로서, 1783년을 양국의 국교 수립년도로 본다.
1784년 2월에 이미, 미국상인의 중국에 관한 관심이 생기기 시작하였다. 즉, 1784년 2월 뉴욕항을 출항한 중국황제호가 성조기를 달고 8월에 광동항에 입항하였다. 그 후 미국상인들은 모피, 인삼 등을 수출하고 중국산 차, 견직물, 비단, 도자기 등을 수입하여 많은 이익을 보는 등 호황을 누렸기 때문에 미국상인들의 대(對)중국무역이 활기를 띠게 되었다.

### 성장과 갈등(1789-1849)
미국의 독립 전쟁을 도와주었던 프랑스 왕국은 프랑스 대혁명으로 전복(1789년)되었고 프랑스 총재정부(1795-1799)가 들어선데 이어 미국에서는 연방주의자였던 존 애덤스는 1796년 미국 대통령 선거에서 토머스 제퍼슨을 물리치고 대통령에 당선되었다. XYZ 사건(1797년)으로 양국은 관계가 악화되면서 양국 사이에 전쟁 조짐이 보였다. 연방주의자는 이 기회를 《외국인과 치안법》으로 알렉산더 해밀턴을 수장으로 한 대규모 군대를 조성하고, 프랑스의 침입에 대비하면서 공화당을 침묵시키려는 시도로 이용했다. 그러나 애덤스가 1798년 ‘유사전쟁’을 끝내게 되는 성공적인 평화사절단을 파견하는데 성공하자, 연방주의자들은 분열되어버렸다.
미국과 프랑스 간의 갈등을 미연에 방지하려는 프랑스(나폴레옹 보나파르트)의 정치적인 계산과 미시시피 강 유역의 상업을 장악하고 영토를 넓히려는 미국(토머스 제퍼슨 대통령)의 이해관계가 맞아떨어져 미국은 프랑스로부터 프랑스령 루이지애나와 뉴올리언스를 구입하였다.(루이지애나 매입, 1803년) 이로서 미국의 영토는 두 배로 증가하였고 미국은 점점 하나의 국가로서 모습을 갖추어 나갔고, 프랑스의 미국 식민지배는 끝나게 되었다.
나폴레옹 보나파르트가 이끄는 프랑스와 영국은 전쟁 상태에 들어갔다(1803년). 미국은 유럽에 농산물 수출을 통해 벌어들이는 외화에 의존하고 있던 상태였다. 미국은 중립적 태도를 취했고, 양 진영 및 양 진영이 가지고 있는 카리브 해안의 식민지에 농산물과 원자재를 수출했다. 양국 모두 이익이 될 때는 무역을 허용했고, 불이익이 될 때는 무역을 거절했다. 1805년, 트라팔가 해전에서 프랑스가 패하자, 영국은 프랑스의 해상 봉쇄를 실시했다. 또한 영국은 미국 무역 정책에 대해서도 느슨한 해상 봉쇄를 실시하고 보복을 가해왔다. 미국 이외의 국가에서 농산물 수입이 쉽지 않을 것이라고 생각했던 미국 의회와 제퍼슨 대통령은 영국의 해상 봉쇄 해제를 노리고, 1807년에 외국과의 무역을 중단했다. 그러나 영국은 다른 나라로 농산물 수입선을 전환했다. 미국의 농산물 수출은 큰 타격을 받았다. 그래서 1812년, 영국이 미시시피강 서부와 캐나다 원주민을 지원하는 것을 구실로, 남부와 서부 출신 의원을 중심으로 영국에 선전 포고를 하게 되었고, 남북 전쟁이 종전 후 29년만에 다시 미영 전쟁(또는 1812년 전쟁)이 시작되었다.
남부와 서부의 이주 백인들은 인디언의 땅을 얻는 것이나 농산물 수출 확대를 기대하며 전쟁을 열심히 지원했다. 그것에 대해 북부 연방주의자들은 전쟁에는 반대하는 입장이었다. 그러나 미국의 초기의 승리로 그들의 반전론은 힘을 얻지 못했다. 그러나 점차 미국에 있어서 괴로운 싸움으로 끌려갔고, 1815년 벨기에에서 체결된 헨트 조약으로 정전을 하게 된다. 이 조약은 미영의 영토를 전쟁 이전의 상태로 되돌리게 하였다. 이 미영 전쟁 중에 유럽과의 관계가 끊기며, 경제적, 문화적으로 고립되면서 미국인으로서의 정신적 자립을 재촉했다. 이에 따라 국수주의가 높아져 보호 관세를 도모하고 자국 내의 공업을 발전시켰다.

### 내전의 시기 (1849-1865)
미국과 일본의 만남은 1853년 7월에 미국의 매슈 페리의 함대가 일본의 우라가 항에 입항(흑선내항, 黒船来航)하여 미국과의 수교를 요구하면서 시작되었다. 일본의 막부측에서는 갑작스러운 미국의 요구에 즉답하지 못하고 1854년까지 이를 유예하였다. 1854년 1월에 페리의 함대는 다시 돌아왔고 아직까지 대책을 세우지 못했던 막부는 결국 미일수호통상조약을 조인하면서 양국의 국교가 체결되었다.

### 서부 개척과 제국주의 시대(1865년 ~ 1918년)
역사적으로 볼 때 19세기 말까지의 미국은 먼로주의로 상징되듯이 세계 정치에의 비개입과 유럽 여러 나라의 간섭 거부라는 고립주의를 취하여 왔으나, 자본주의의 성숙으로 고립주의의 유지가 곤란하게 되어 1890년 이후 외교의 방향을 전환하여20세기 초까지 개입주의와 고립주의가 병행하였다.
조선의 대동강에 침입하여 통상을 요구하며 행패를 부리던 미국 상선(商船) 제너럴셔먼호(General Sherman號)를 평양 군민(軍民)들이 반격하여 불에 태워버린 사건(제너럴셔먼호 사건, 1866년)이 발생하였다. 이에 대한 보복으로 미국은 신미양요(1871년)를 일으킨다. 1882년 음력 4월 6일 조선의 전권대신 신헌과 전권부관 김홍집은 미국 전권대신인 해군제독 로버트 슈펠트와 조미수호통상조약을 의정(議定)했다.
베네수엘라 국경위기 사건(1895~96년)이 발생했을 때 영국과 갈등을 빚은 베네수엘라는 미국에 도움을 요청했고, 이 바람에 미국과 영국이 충돌할 뻔 했으나 이미 국력이 하강 추세에 있던 영국이 한창 국력이 상승 중이던 미국과의 충돌을 피하는 선택을 했고, 이 사건을 계기로 영국과 미국은 화해했다.
1898년 미국의 메인 호가 스페인령 쿠바의 아바나 항에서 정박중에 폭발한 사고로 인하여 발생한 미국-스페인 전쟁은 미국의 승리로 끝나고, 스페인은 쿠바를 미국에 넘겨주었다. 종전 후 3년 동안 쿠바에서는 미국 군대의 군정(軍政)이 실시되었으며, 1903년에는 관타나모에 미국 해군의 기지가 설치되고 쿠바의 중추적 기능을 미국자본이 장악하는 등 쿠바는 사실상 미국의 식민지가 되었다.
1905년 러일전쟁의 중재를 맡은 미국은 식민지 필리핀의 안전을 일본으로부터 보장받기 위해 같은 해 7월 가쓰라-태프트 밀약을 맺음으로써 조선에 대한 일본의 지배권을 인정하였다. 미국과 중화민국은 1911년에 수교하였다. 미국은 국공 내전 시기와 제2차 세계 대전 때, 전(全)중국의 합법 정부로서 민국정부(民國政府)를 승인하고 지원하였다.

### 제1차 세계 대전 (1900-1920)
제1차 세계대전이 끝날 무렵 우드로 윌슨 대통령은 국제연맹의 창설을 제창하고, 주도함으로써 고립주의를 탈피하려 했으나, 상원이 국제연맹 헌장의 비준을 거부함으로써 다시 신고립주의 시기로 돌입하게 되었던 것이다. 당시 미국은 고립주의, 세력균형, 집단 안전보장이라고 하는 3개의 외교노선 가운데 어느 하나를 선택해야만 했다. 그당시 미국인들에게는 세력균형 정책이 유럽의 권력 정치를 연상시켰기 때문에 거부되었으며, 집단 안전보장정책은 새로운 것이기는 했지만 미국인들이 세력균형 정책과 집단 안전보장정책을 명백히 구별하지 못했기 때문에 배척되었다. 따라서 미국인들은 그들에게 보다 익숙하고 안전하게 보이는 고립주의로의 도피를 선택했던 것이다.

### 제2차 세계 대전 (1939-1945)
진주만 공습으로 시작된 1941년의 태평양전쟁으로 미국과 일본은 전쟁상태에 돌입하였고 일본은 이 전쟁에서 동아시아와 서태평양 지역을 4년간 점령하였다. 1945년 5월 초 독일의 항복 이후 대일전에 총력을 기울인 미국은 당시 일본 내에 "본토 결전"을 외치는 소리가 높음을 감안, 전쟁이 보다 오래 지속될 것으로 예상하고 소비에트연방군의 참전을 유도했다. 당시 미국은 한반도를 단독 점령할 의도를 갖고 있었으나, 히로시마, 나가사키의 핵무기 투하 이후 일본이 예상보다 빨리 8월 15일 항복함에 따라 계획에 차질이 생겼다. 당시 미국의 모스크바 특사 에드윈 폴리와 소비에트연방 대사 해리먼은 8월 13일 트루먼 대통령에게 소비에트 연방이 한반도에 야심을 갖고 있으니 당장 한반도 전역과 만주를 점령할 것을 건의하였으나, 항복 당시 이미 소비에트연방군은 한반도의 동북부를 폭격하고 있었고, 미군은 필리핀에 위치해 있어 그렇게 하기가 힘들다는 현실적인 이유로 묵살되었다. 결국, 한반도 이남에는 미군이 진주하게 되었으며 이북에는 소련군이 진주하게 되었다. 패전한 일본에도 미군을 주축으로 한 점령군에 점령되고 미국의 군정 하에 놓였다. 제2차 세계대전은 미국이 고립주의를 버리고 세계정치에 적극 참여하도록 자극하는 계기가 되었다. 미국은 과거의 교훈을 거울삼아 새로운 시대의 지도적 위치를 떠맡아, 유엔의 창설과 운영을 주도하였다. 미국은 자유진영의 지도자로서 활약하고 있다.

### 냉전과 흑인 해방 운동 (1945-1964)

#### 트루먼 정부 시기 (1945~1953)
트루먼의 등장은 프랭클린 루스벨트가 신봉했던 파시즘의 종식을 전제로 한 미국 외교정책의 전면적 변화를 예고하는 것이었다. 무엇보다도 트루먼은 반소 감정이 매우 강해, 이미 상원의원 시절에 "독일군들과 소련군들이 피가 다 빠질 때까지 싸웠으면 좋겠다"는 독설을 서슴지 않았던 인물이었다. 그는 국제주의적인 협상과 타협을 비도덕적인 것으로 간주하였으며, 자유세계의 방위를 위해선 소련이라는 '세계적인 깡패'에 대해 십자군적인 자세를 가져야 한다는 신념의 소유자였다.
트루먼 재임시, 미군은 조선의 38선 이남을 1945년 9월 9일부터 1948년 8월 15일 대한민국 정부수립시까지 다스렸다. 1947년 3월 12일, 트루먼은 상하 양원 합동회의에서 행한 연설에서 이른바 트루먼 독트린으로 불리는 선언을 하였다. 이 선언은 이승만을 비롯한 남한의 정치인들의 환영을 받았다. 마침내 미소공동위원회는 아무런 타결 없이 1947년 8월 해산하였다. 미국은 1947년 9월 유엔 총회에 한국문제 해결을 위탁했다. 소련의 반대로 남한에서만 총선거가 실시되게 된다. 1948년 이승만을 대통령으로 하는 대한민국 정부의 수립이 선포되었다. 이 날짜로 미군정은 통치권을 한국정부에 일임하고 해체되었다. 미국은 한국 전쟁(1950년~1953년) 당시 유엔군을 조직하여 대한민국 편에서 참전하여 절대적인 역할을 하였다. 1951년 9월에는 샌프란시스코 강화조약을 통해 일본과 다시 국교를 정상화하였고 그 해에 미일안전보장조약을 조인하였다.

#### 아이젠하워 정부 시기 (1953~1961)
1959년 1월 미국의 든든한 동맹이던 풀헨시오 바티스타 군사독재를 무너뜨리고(쿠바 혁명) 들어선 피델 카스트로의 쿠바 정부를 미국은 처음부터 가만두려 하지 않았고, 쿠바는 1961년 1월 자유 진영의 중심국인 미국과 국교를 단절했다.

#### 케네디 정부 시기(1961~1963)
1961년 미국의 대통령이 된 존 F. 케네디는 CIA의 도움을 받는 쿠바 망명자들이 피그스 만 침공(1961년 4월)을 감행하도록 지원하였으나 군인들이 모두 생포 및 사살되어 미국의 침공은 실패했다. 오히려 이 사건으로 미국은 쿠바에서의 주권침해행위에 대한 비판을 받게 되었다. 피그스 만 침공은 1962년 10월 쿠바 미사일 위기를 가져오게 된다. 잇따른 미국의 노골적인 겁박에 몰린 신생 혁명국 쿠바는 소련에 기대어 활로를 찾으려 했다. 소련의 핵미사일을 쿠바에 배치함으로써 미국의 전면 침공을 막아낼 수 있으리라 믿었다. 대립은 이내 임계점으로 치달았다. 핵전쟁의 공포가 지구촌을 휘감았다. 위기를 피하려는 미-소의 이해관계가 맞아떨어지면서 미국이 이후에는 이 섬에 침공하지 않겠다는 구두 약속을 하는 등 봉합되긴 했지만, 쿠바 미사일 위기는 이후 반세기 가까이 이어질 미국의 대쿠바 정책의 방향을 확정짓는 사건이었다. 미국은 쿠바에 대해 외교적, 경제적으로 완전한 봉쇄 정책을 단행하였고, "몽구스 작전"(Operation Mongoose)을 개시하였다. 쿠바 혁명 이후, 1961년까지 수십만명이 미국으로 피신하였고, 1959년부터 1993년까지 약 120만명의 쿠바인(현재 인구의 10%)이 미국을 향해 쿠바를 떠났다. 주로 이들은 작은 보트나 허술한 뗏목을 타고 바다를 건너 왔다.

### 격동의 시대 (1964-1980)
그러나 그와 같은 정책은 1960년대 말과 1970년대 초에 접어들면서 점차 약화하였으며, '닉슨 독트린' 이후로 급격히 약화되어 그 형태마저 찾아보기 어렵다. 1969년 "아시아 각국은 내란이 발생하거나 침략을 받는 경우 스스로 이를 해결해야 한다"는 닉슨 독트린을 발표하였다. 1969년 1월 닉슨 행정부가 수립된 후 미소관계는 상호협조의 시대로 돌입했다. 선거기간 중 "자신이 당선되면 소련을 방문하겠다"고 강조한 닉슨 대통령은 취임연설에서 협상시대의 도래를 희망한 후 곧이어 서독, 영국, 이탈리아 등 서구 우방을 순방했다.(1969년 2월) 이 방문에서 닉슨 대통령은 대소협상에 관한 사전 의견교환을 하고 방소 준비를 착실히 진척시켰다. 더욱이 카터의 등장 이후 모든 국가에 대한 여행제한 철폐를 비롯한 개방정책이 적극 추진되고 있으며, 무장에 의한 평화보다 협상을 통한 평화외교가 주축을 이루고 있다. 전후(戰後) 자유민주주의 진영과 사회주의 진영으로 대립되어 왔던 동서관계는 동구공산권의 붕괴와 소연방의 소멸로 냉전시대가 종식되었다. 탈냉전 후 세계 유일의 초강대국으로 남게 된 미국은 대량 살상무기 확산, 인권개선, 민주주의의 신장, 환경문제 등 새로운 범세계적인 문제의 외교 현안화에 노력하면서 유엔 등 다자협력체제를 통한 해결을 도모하고 있다.
1979년 1월 1일 미국이 중화인민공화국과 수교하면서 "하나의 중국" 정책에 따라 중화민국과 단교하였지만, 대만관계법을 미국 국내에서 발의하여 중화민국에 대한 안전을 실질적으로 계속 보장하고 있다.

### 현대 (1980-현재)
1992년엔 "쿠바민주화법" 통과로 봉쇄정책의 입법화가 이뤄졌다. 미국은 "쿠바가 민주화 이행을 거부하고 인권을 보장하지 않는 한" 쿠바에 대한 통상 제재를 지속하고 있었다. 베트남 정부가 폐쇄적인 사회주의 계획경제의 문제점을 깨닫고 개혁개방정책을 편 이후 미국 기업인과 언론이 베트남과 관계를 개선하라는 압력을 넣자 1994년 2월, 클린턴 행정부는 마침내 1975년 이후 계속되어 왔던 베트남에 대한 무역금지조치를 해제했다. 1995년 1월 양국간에 상호연락사무소가 개설된 데 이어 동 7월 11일에 국교정상화가 이루어졌다. 1996년엔 극우 성향의 제시 헬름스 당시 상원 외교위원장(공화당) 주도로 "쿠바 자유화 및 민주화연대법"(헬름스-버턴법)이 통과돼 미국 자본의 쿠바 투자가 사실상 봉쇄됐다. 조지 부시 행정부 시절엔 쿠바 출신 이민·망명자들의 "본국 송금"조차 사실상 차단되기에 이르렀다. 미국의 대통령 오바마는 2009년 4월 17일, 트리니다드 토바고에서 "미국은 쿠바와 새로운 시작을 추구한다."고 표명하였고 47년 만에 쿠바에 대한 봉쇄정책을 일부 해제했다.

## 각국과의 대외 관계

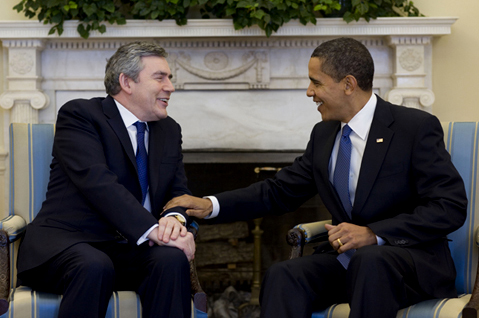
영국 고든 브라운 총리와 오바마 대통령.

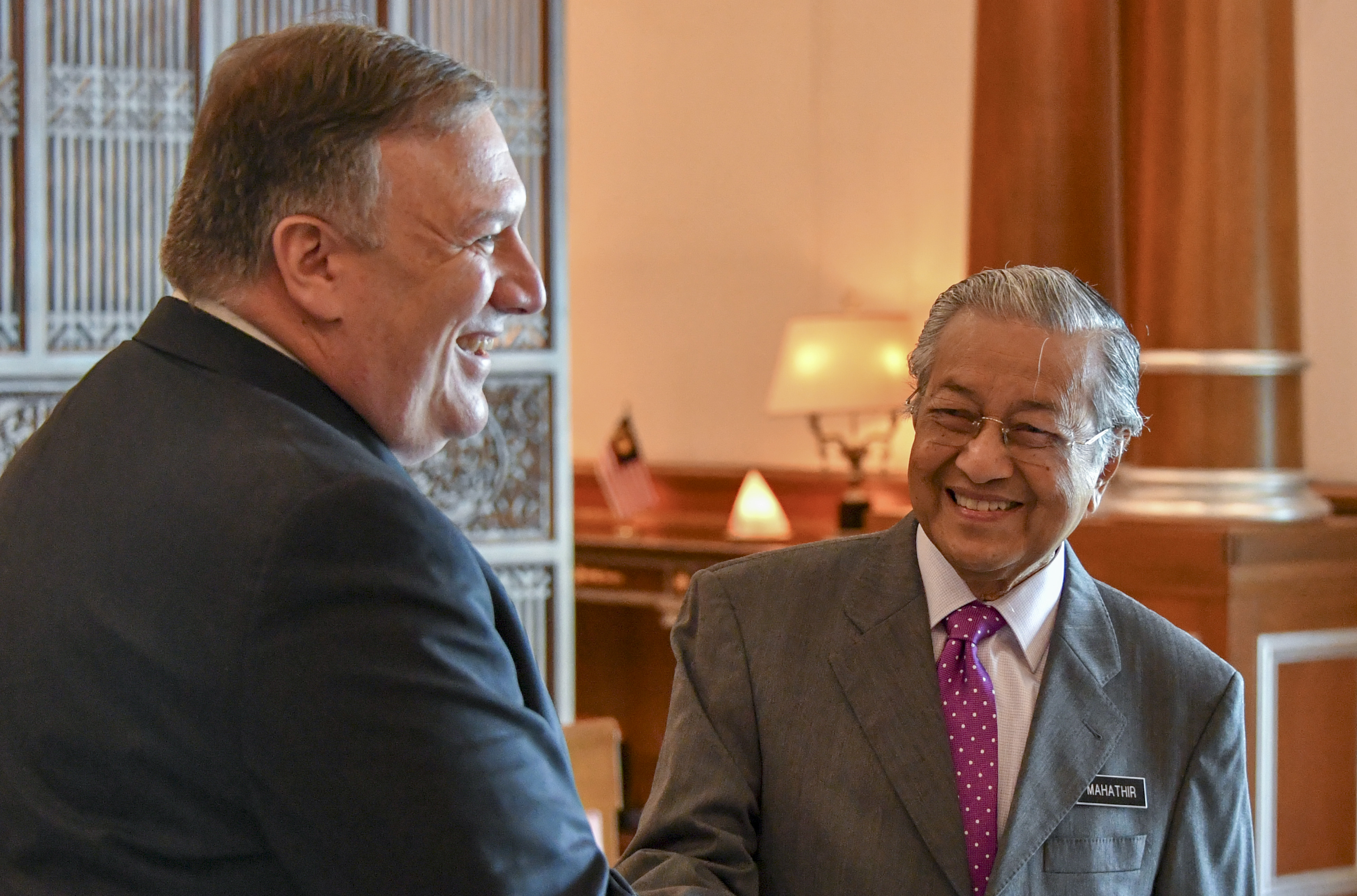
미국 국무부 마이크 폼페이오과 말레이시아의 총리 마하티르 빈 모하맛 (2018년 8월 3일)

미국은 경제적, 정치적, 군사적으로 전 세계에 많은 영향을 끼치고 있어서, 외교적 정책도 전 세계를 대상으로 하고 있다. 거의 모든 나라들이 워싱턴 DC에 대사관이 있으며 영사관들도 많다. 마찬가지로 거의 모든 나라들이 미국에 외교 기관을 두고 있다. 다만, 쿠바, 이란, 조선민주주의인민공화국, 부탄, 베네수엘라, 니카라과, 시리아, 이라크, 팔레스타인 자치구, 북키프로스 등과는 공식적인 외교 관계가 없다.
미국은 국제 연합 안전보장이사회의 상임 이사국이며, 뉴욕 시에 국제 연합 본부가 있다. 또한 미국은 G8과 북대서양 조약 기구의 회원국이다. 미국은 영국, 캐나다, 오스트레일리아, 뉴질랜드, 대한민국, 일본, 이스라엘과 그 밖의 북대서양 조약기구 회원국과 긴밀한 관계를 맺고 있다. 또 미주 기구(OAS)를 비롯하여 캐나다 및 멕시코와 북아메리카 자유무역협정을 맺는 등 이웃 나라와도 가까운 관계를 유지하고 있다. 미국과 영국은 특별한 관계(Special Relationship)에 있다.
2008년에 미국은 정부 개발 원조(ODA)에 세계 최대치인 총 254억 달러를 지출하였다. 그러나 미국의 원조액은 자국 국내총소득(GNI) 대비 0.18%에 불과하여 22개 원조국 가운데 꼴찌를 나타내었다. 반면에 미국인이 해외에 지원한 개인 재산은 비교적 후한 편이다.

### 아시아
제2차세계대전 직후 미국의 동북아정책의 핵심은 변혁을 추구하고 있던 동북아를 미국의 이해에 맞게 세계자본주의권내로 편입시키는 것이었다.

#### 대한민국
한미 관계는 19세기 중반 조선에게 통상을 요구하던 제너럴 셔먼호 사건으로 거슬러 올라간다. 그 후 1882년(고종 19년) 청나라의 중재로 양국 간의 조미 수호 통상 조약이 체결되면서 공식적으로 외교 관계가 수립되었고 대한제국까지 소급되었다. 그러나 1905년 을사조약으로 대한제국의 외교권이 일본에 의해 박탈되면서 한미 양국은 단교하였으며 1910년 이후부터 양국 관계는 완전 단절되다시피 했다.
1945년 일본 제국의 패전으로 일제강점기에 놓여있던 한반도의 북위 38도 이남(남한)에 미군이 진주하였다. 그 뒤 약 3년 간을 신탁통치의 형태로 재조선미육군사령부군정청이 남한을 지배하였다. 1948년 8월 15일 남한 지역에 대한민국이 공식 건국되면서 미군정 체제는 종료되었지만, 현재까지도 양국은 군사적·외교적·문화적으로 여러 방면에서 깊고 긴밀한 관계를 맺고 있다.
미국은 한국 전쟁(1950년 - 1953년) 당시 조직된 국제 연합군을 주도하며 대한민국을 지원하였고, 휴전 이후에도 주한 미군이 계속 주둔하면서 미군에 의한 군사적 지원 속에서 매우 긴밀한 협조관계를 유지해 오고 있다. 한미상호방위조약과 주한미군지위협정에 따라 휴전 이후에도 양국은 '한미동맹'이라는 전제하에 우호적인 관계를 유지하며 조선민주주의인민공화국을 견제하고 있다.
 조선민주주의인민공화국

#### 몽골
미국은 1960년대 초에, 중화인민공화국과 소련을 견제할 목적으로 몽골과 수교하려고 하였고, 몽골의 유엔 가입 때 중화민국이 거부권을 행사하지 못하도록 압력을 넣었다. 그러나 실제 수교는 늦어져서, 소련의 개혁, 개방 정책과 중앙유럽의 개혁, 개방 시기인 1987년 1월 27일에 미국과 수교에 합의했고 지금도 돈독한 교류를 유지하고 있다.

#### 베트남
베트남 정부가 폐쇄적인 사회주의 계획경제의 문제점을 깨닫고 개혁개방정책을 편 이후 미국 기업인과 언론이 베트남과 관계를 개선하라는 압력을 넣자 1994년 2월, 클린턴 행정부는 마침내 1975년 이후 계속되어 왔던 베트남에 대한 무역금지조치를 해제했다. 1995년 1월 양국간에 상호연락사무소가 개설된 데 이어 동 7월 11일에 국교정상화가 이루어졌다. 두 나라 사이에는 이제 미국 기업의 베트남 진출과 베트남 전쟁 당시 실종된 미군 유해를 찾는 일을 둘러싼 협상이 이루어지고 있다.

#### 사우디아라비아
9·11 테러 이래로 미국과 사우디아라비아(2006년 기준으로 캐나다와 멕시코의 뒤를 이은 세 번째 원유 공급원)의 관계가 악화되면서 미국은 전 세계에 걸쳐 원유 탐사작업과 석유산업의 투자를 늘렸다. 미국에서는 전제주의 및 신정정치 속성의 사우디아라비아 체제를 용인하는 사람들의 수가 점점 줄어들었다. 역으로 사우디아라비아의 종교계와 국민 가운데 상당수는 점점 더 자국에 진출하는 미국을 배척하고 미국이 행사하는 영향력을 거부했다.

#### 일본

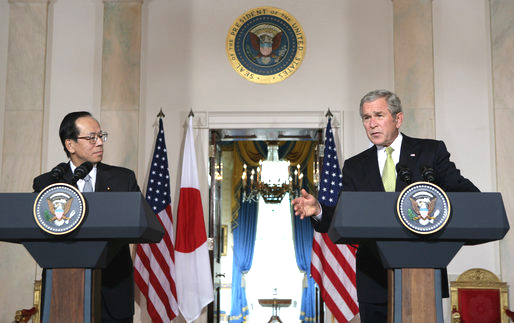
후쿠다 전 총리와 부시 전 대통령.

미국과 일본은 군사·정치·경제 전체에 있어 긴밀하고 중요한 관계를 맺고 있다. 미국과 일본의 만남은 1853년 7월에 미국의 매슈 페리의 함대가 일본의 우라가 항에 입항(흑선 내항, 黒船来航)하여 미국과의 수교를 요구하면서 시작되었다.
일본의 막부측에서는 갑작스러운 미국의 요구에 즉답하지 못하고 1854년까지 이를 유예하였다. 1854년 1월에 페리의 함대는 다시 돌아왔고 아직까지 대책을 세우지 못했던 막부는 결국 미일수호통상조약을 조인하면서 양국의 국교가 체결되었다. 이 후에 일본의 국력신장과 대외위신의 증가로 조약에서 치외법권과 같은 불평등한 조항들은 모두 폐기되면서 양국은 대등한 외교관계를 이루었다. 이후, 경제 협력은 미국의 경제력을 배경으로 큰 규모로 계속되었으며 2006년까지 미국은 일본의 최대 교역 상대국이었다.
진주만 공습으로 시작된 1941년의 태평양전쟁으로 양국은 전쟁상태에 돌입하였고 일본은 이 전쟁에서 동아시아와 서태평양 일부 지역을 4년간 점령하였으나, 결국 패배하고 미군을 주축으로 한 점령군에 점령되고 미국의 군정 하에 놓였다. 이 기간 동안 미국은 철저히 일본을 개조하여 일본 제국주의를 뿌리 뽑고 민주주의를 이식하였으며 극우세력을 억누르고 양순하고 충실한 친미국가로 변화시켰다. 1972년까지 오키나와를 점령하고 있다가 일본에 반환했으며 지금도 미군 기지가 일본 각지에 남아있다. 전후의 안전 보장은 미일 안보 조약을 기초로 하고 있다. 1951년 9월에는 샌프란시스코 강화조약을 통해 양국은 다시 국교를 정상화하였고 그 해에 미일안전보장조약을 조인하였다. 일본은 미군에 기지와 예산을 제공하고 주일 미군을 받아들이고 있다.
그 후 일본과 미국은 지속적으로 긴밀한 관계를 이어왔다. 일본정부는 1969년의 닉슨·사토 성명에서 '한국의 안전은 일본 자신의 안전에 긴요하다'고 함으로써 한국의 정치적 입장과 안보의 중요성을 명백히 인정하는 듯했으며, 그 뿐만 아니라 일본은 미국과 사전협의에 의해서 한반도에서의 심각한 군사적 사태의 도발에 대비하여 일본과 오키나와를 미군기지로서 계속해 제공하겠다는 언질을 수차 한 바 있다.고이즈미 준이치로내각 당시에는 밀월관계라고 일컬을 만큼 양국의 우호는 최고조에 달하기도 하였다. 오키나와 등에 있는 주일 미군의 군사 기지 문제를 놓고 일본과 미국 사이에서 정치적 이슈가 발생하고, 국민의 감정 문제로 발전하기도 한다. 경제 면에서 무역 경쟁과 시장 진입 장벽 등 관습 측면에서 차이가 때때로 양 국민의 감정적인 마찰을 초래하고 있다.
미국은 일본이 범죄인 인도 조약을 체결한 몇 안되는 국가 중 하나이다.

#### 중화민국
서구 열강과 일본에 의해 중국 분할이 진행되고 있는 동안 미국은 1899년과 1900년에 청나라 문호 개방 기회, 평등, 영토 보전의 3원칙을 제창하며 중국 시장 진출을 노렸다. 양국은 1911년에 수교하였다. 미국은 국공 내전 시기와 제2차 세계 대전 때, 전(全)중국의 합법 정부로서 민국정부(民國政府)를 승인하고 지원하였다. 1979년 1월 1일 미국이 중화인민공화국과 수교하면서 "하나의 중국" 정책에 따라 중화민국과 단교하였지만, 대만관계법을 미국 국내에서 발의하여 중화민국에 대한 안전을 실질적으로 계속 보장하고 있다. 즉, 1979년 이후에도 중화민국에 군사 원조를 계속 제공하고 있고, 미국재대만협회를 통한 비공식 관계도 계속 유지하고 있다. 따라서 미국과 중화민국간에는 공식적인 외교 관계만 단절되었을뿐, 실질적으로는 밀월 관계가 지속된다고 볼 수 있다. 현재 트럼프는 중화인민공화국 총영사관을 대거 폐쇄하고 타이완과 재수교를 검토하고 있는 중이며, 영국 존슨 총리 역시 초반에는 친중노선을 보여왔으나 최근 코로나-19 사태랑 홍콩보안법 사태 이후 화웨이 장비를 배제를 번복하고 대거로 홍콩 민주파 이민자들에게 시민권을 부여하고, 타이완과 공식 FTA 체결을 추진하겠다고 밝힌 바 있다.

#### 캄보디아
양국은 1950년에 수교하였다. 1965년 5월 시하누크는 북 베트남에 폭격을 행하는 미국과의 단교를 선언했다. 론 놀은 1970년 4월 호치민 루트를 분쇄하기 위해 미군과 남 베트남군에 자국을 참전시켰다. 게다가 1968년부터 국지적으로 행해져 오던 미군에 의한 캄보디아 공중 폭격을 인구 밀도가 높은 지역을 포함한 캄보디아 전역으로 확대시켰다. 미군의 폭격으로 인해 수 십 만명의 농민이 희생이 되었고, 대량의 국내 난민이 발생해 농업 생산은 격감했다. 1971년 1월 미국은 론 놀 정권 지원을 위해서 남 베트남 파견군의 일부를 캄보디아에 투입 시켰다. 10월 론 놀은 군사 독재체제를 선언해, 1972년 3월에 신헌법을 공포했다. 그러나 1973년 3월 29일 미국이 베트남으로부터 완전 철수를 했기 때문에, 론 놀은 강력한 후원자를 잃게 되었다. 1975년 4월 17일 세력이 약해진 론 놀은 하와이로 망명하였다.

#### 태국
1833년에 미국과 시암 간에 외교관계가 시작되었다. 1945년 일본 패망 이후 타이에서 미국과 영국을 지지했던 이들인 '사리 타이(Saree Thai)'에 힘입어 타이는 미국과 매우 긴밀한 관계를 가졌다.

### 유럽

#### 네덜란드
현재의 미국 영토에 네덜란드도 일찍이 진출하여 뉴네덜란드(현재의 뉴욕과 뉴저지)라 명명했었다.

#### 러시아
양국은 1809년에 수교하였다. 미국은 1868년에 북부 알래스카를 러시아 제국으로부터 유상으로 구입했다. 미국과 러시아는 소련시절부터 적대적인 관계였다. 하지만 두 나라 사이의 긴장이 높아져도 외교관계가 끊어지는 일은 없었고, 양쪽 모두 대사관을 두었다. 1969년 "아시아 각국은 내란이 발생하거나 침략을 받는 경우 스스로 이를 해결해야 한다"는 닉슨 독트린을 발표하였다. 1969년 1월 닉슨 행정부가 수립된 후 미소관계는 상호협조의 시대로 돌입했다. 선거기간 중 "자신이 당선되면 소련을 방문하겠다"고 강조한 닉슨 대통령은 취임연설에서 협상시대의 도래를 희망한 후 곧이어 서독, 영국, 이탈리아 등 서구 우방을 순방했다.(1969년 2월) 이 방문에서 닉슨 대통령은 대소협상에 관한 사전 의견교환을 하고 방소 준비를 착실히 진척시켰다. 소련 해체 이후, 갈등을 겪기도 했으나 대체로 협력관계에 속해 있다. 부시시절엔 갈등이 심했으나, 오바마가 당선되면서 두나라 사이의 갈등이 조금씩 풀려가고 있다. 하지만 러시아가 크림반도 침공함으로써 다시 양국관계는 냉각되었다.

#### 스웨덴
현재의 미국 영토에 스웨덴도 일찍이 진출하여 뉴스웨덴(현재의 델라웨어)라 명명했었다.

#### 스페인
현재의 미국 영토에 스페인도 일찍이 진출하여 누에바 에스파냐(현재의 플로리다)라 명명했었다. 스페인령 쿠바의 독립 전쟁에 편승하여 군선 ‘메인 호’ 폭발 사건(1898년)을 계기로 양국은 미국 스페인 전쟁을 치렀다. 미국-스페인 전쟁과 곧이어 필리핀-미국 전쟁에서 승리하자, 중미의 많은 나라에서 미국은 스페인 세력을 몰아내고 경제 식민지(바나나 공화국)으로, 〈플랫 수정 조항〉에 따라 쿠바를 보호국으로, 푸에르토리코, 필리핀, 괌 섬 등을 식민지화했다.

### 아프리카
미국의 관점에서 자국의 에너지 안보를 위해 기니만이 제시하는 중대한 이점은 다음과 같다. 첫째, 미국의 동부 해안과 훨씬 더 가깝다. 둘째, 석유층이 풍부하다(상투메, 나이지리아). 셋째, 아프리카 여러 지역의 접점이자 차드의 석유를 카메룬으로 수송하는 송유관의 종착지다. 그래서 2006년 12월, 미국은 자국의 석유회사들이 진출해 있는 기니만에 해양 감시용 레이다 장비를 배치했다. 2007년 봄, 미국은 또 미 해군과 상투메프린시페의 해안 경비대 간에 합동 군사훈련을 마련했다. 이러한 조치를 보완하기 위해 이제 상투메프린시페 열도 내에 해군 기지를 건설하는 방안이 거론되고 있다. 아프리카의 석유 문제에 대해 공식적으로 심사숙고하는 ‘아프리카 석유정책 주도그룹(The Africain Oil Policy Initiative Group)’이 그 방안을 제안했다. 결론적으로 이 단체는 아프리카의 석유를 미국의 국가 안보를 위한 우선순위 대열에 끌어올리고, 기니만을 ‘사활이 걸린 이익지대’로 선포하며 그 지역에 미국 군대의 사령부를 설치할 것을 권고했다.

#### 리비아
양국은 1951년에 수교하였다. 카다피는 2003년 12월 핵무기 의혹시설과 화학무기 등 대량살상무기를 모두 자진 폐기하고 국제원자력기구 등 국제기구의 사찰을 요구했다. 미국은 카다피의 아랍식 사회주의체제를 인정하고 경제봉쇄를 해제하고 테러지원국 명단에서 리비아를 삭제했다. 미국은 2006년 5월 15일 미-리비아 공식수교를 발표하면서 카다피의 "역사적 결단"을 높이 평가하였다.

#### 콩고 공화국
미국과 콩고의 외교 관계는 콩고의 가장 급진적인 마르크시즘 기간인 1965~77년 사이에는 단절되어 있었다. 관계 회복과 함께 1977년 미국 대사관이 재개되었으나, 사회주의 시대가 종말될 때까지의 관계는 소원했다. 1980년대 말 콩고와 미국을 포함한 서방 세계 간의 관계 완화가 진전되었다. 콩고 공화국의 대통령 드니 사수응게소는 1990년 워싱턴을 공식 방문하여 조지 H. W. 부시 대통령의 영접을 받았다.

### 북아메리카

#### 과테말라
주(駐) 과테말라 미국 대사관은 과테말라 시티에 있다. 미국과 과테말라는 전통적으로 친밀한 관계를 유지해왔으나, 인권, 시민 운동, 군사 문제 등에서 때로 갈등을 빚어왔다.

#### 멕시코
미국인은 나라의 국경을 넘어 북아메리카 특히 오리건, 캘리포니아 및 텍사스에서 확대해 나갈 권리에 대해 아무런 의문도 품지 않았다. 1840년대 중반까지 미국의 팽창주의는 ‘명백한 운명’이라는 사상으로 나타났다. 1836년 텍사스 혁명으로 텍사스 공화국이 성립되었지만, 멕시코는 이 땅을 자국의 영토로 여겼다. 그러나 1845년 텍사스 합병으로 텍사스가 미국의 주가 되자 전쟁이 일어나게 되었다.
1846년 5월 미국 의회는 멕시코에 선전 포고했다. 멕시코는 미군의 대포 공격에 견디지 못했고, 보급품의 고갈뿐 아니라 지휘 계통의 분열로 패배를 당했다. 1848년 과달루페 이달고 조약으로 미국은 리오그란데강을 경계로 하는 텍사스주와 캘리포니아주와 뉴멕시코주를 받았다. 이후 13년간 멕시코에서 획득한 영토는 북부와 남부의 노예 제도의 확장을 둘러싼 당파적 긴장 관계를 좌우하는 것으로서 정쟁의 초점이 되었다.

#### 온두라스
2009년 6월에 일어난 온두라스의 쿠데타 직후 이를 강력히 비난했던 미국의 태도가 서서히 바뀌어갔다. “좋지 않은 선례가 될 것”이라며 제재를 거론하더니, 2009년 10월 말 국무부 대표단이 온두라스를 방문한 이후 태도가 급변했다. “온두라스 국민은 스스로 대표자를 뽑을 권리가 있다. 셀라야 대통령이 복귀하지 않은 상태에서 대선을 치르더라도, 그 결과를 인정하겠다.” 미 국무부는 그렇게 발표했다. “셀라야 대통령의 복귀 여부는 의회에서 판단하도록 하자”고도 했다.

#### 파나마
미국 내 동서 물류의 안정을 목적으로 한 해상 교통로의 확보를 목적으로 파나마 운하 건설권을 인수해 2만 명 이상의 사망자와 장기간의 공사를 거쳐지어 공병까지 투입해 완성시켰다. 또한 콜롬비아로부터 분리 독립시킨 파나마에서 운하 지대의 영구조차권을 획득했다.

### 남아메리카

#### 콜롬비아
콜롬비아-미국 간의 관계는 19세기 대부분과 20세기 초 기간의 상호 간의 충정에서부터 최근의 파트너쉽까지 서서히 발전하여 왔다. 최근의 파트너쉽은 양국 정부를 맺고 있는 여러 가지 핵심 문제들을 연결하는 것인데, 핵심 문제는 공산주의에 대한 투쟁, 마약과의 전쟁 그리고 특히 9·11 테러 이후부터의 테러리즘에 대한 위협 등이 포함된다. 미국은 콜롬비아에 대하여 특별한 군사적, 상업적 협력과 원조를 하고 있다. 이는 국내 무장단체에 대항하기 위한 플랜 콜롬비아(Plan Colombia)에 따른 것이다.

### 오세아니아

#### 오스트레일리아
양국은 1940년 수교한 이래, 친밀한 동맹국이다. 오스트레일리아는 전통적으로 영국연방 가맹국들과 유대관계를 유지하여 왔다. 그러나, 영국의 아시아에 대한 영향력이 약화되자 1942년 이후, 오스트레일리아는 미국과의 관계를 강화하고 현재와 같이 미국의 동맹국으로서의 지위를 확보하였다. 정부 차원에서 미국과 오스트레일리아는 ANZUS 조약과 AUSFTA를 맺고 있다.

## 미국의 외교 특징

### 40%의 법칙
세계의 패권국 미국은 G2국가를 다루는 룰(rule)이 있다. 1945년 이후 미국은 G2의 경제규모가 미국GDP의 40%를 넘어서면 반드시 손을 봤다. 최근 100년간을 돌아보면 소련, 일본이 여기에 당했고 이번에는 중국 차례다. 미국은 G2국가의 굴기를 결코 좌시하지 않는다.

### 실리 우선사상
미국은 정의로 행동하기보단 실리를 계산에 넣어 행동하는 모습을 많이 보였다.미국은 이전에 소련에 맞서기 위해 중국과 우호적인 외교를 펼친 역사가 있는데, 그 당시 자국의 이익을 위해 미국은 자유를 억압하는 공산당을 보고도 침묵하는 철저히 실리 우선주의를 보여왔다. 한국도 미국의 실리 우선주의에  결코 안전하지 않는다.

## 같이 보기
- 미국의 외교 정책
- 미국으로의 이민
- 미국의 재외공관 목록
- 주요 비NATO 동맹국
- 미국의 비자
- 테러 지원국